# Tag der Sachsen

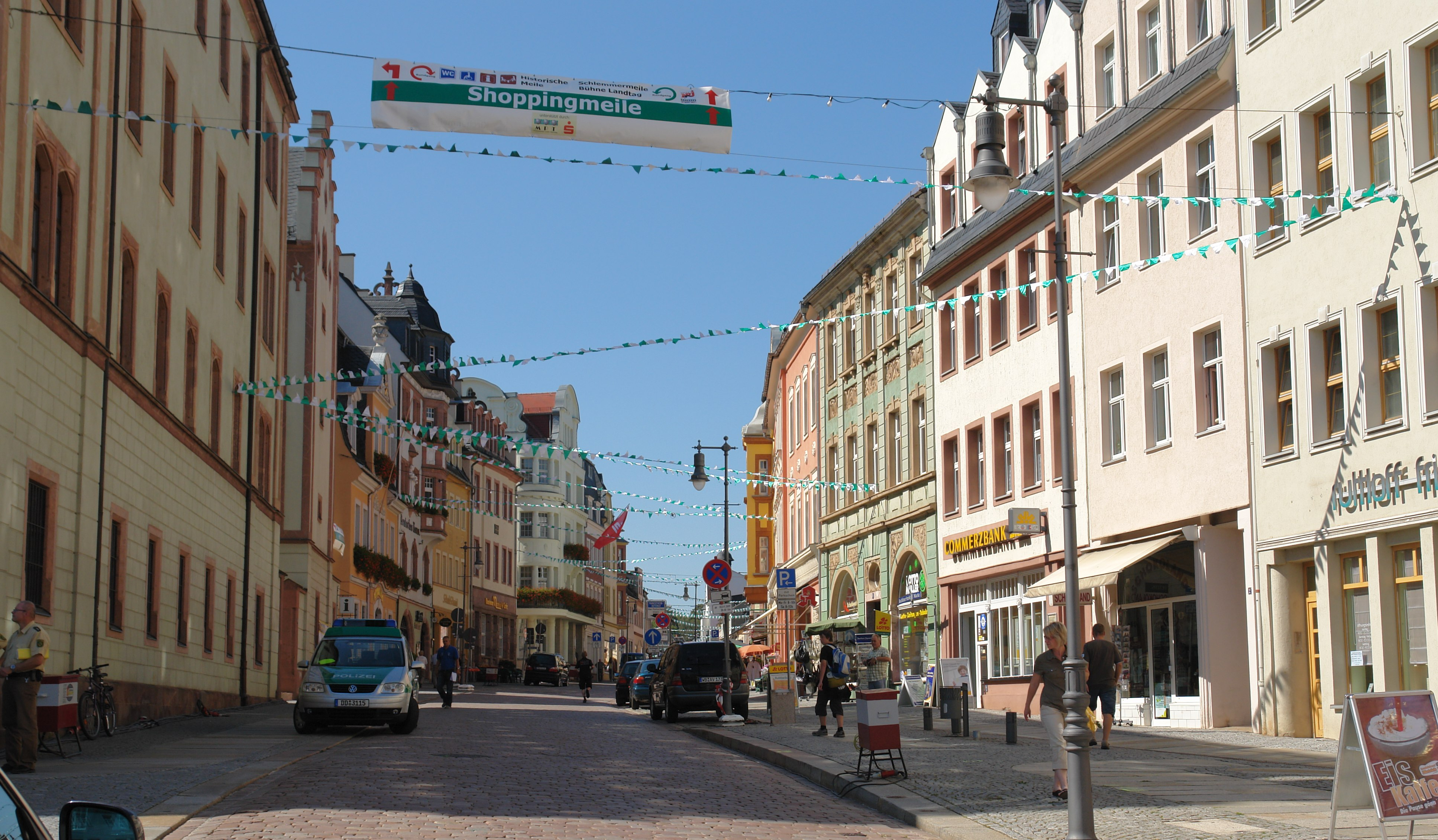
Mittweida am 1. September 2009 während der Vorbereitungen zum Tag der Sachsen

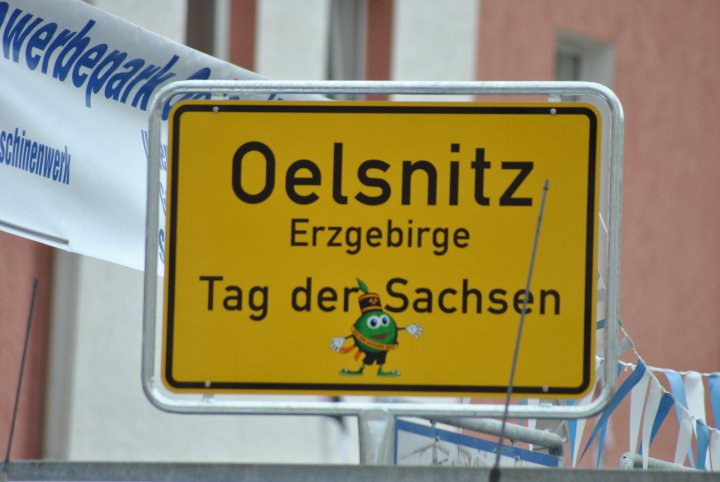
Ortsschild von Oelsnitz zum Tag der Sachsen mit Maskottchen Karli

Der Tag der Sachsen ist das Landesfest und das größte Volks- und Heimatfest im Freistaat Sachsen. Seit 1992 wird er am ersten Septemberwochenende in einer jeweils anderen sächsischen Stadt durchgeführt. Im Jahr 2002 fiel er wegen des Hochwassers der Freiberger Mulde in Döbeln aus und die Ausgaben 2020 und 2021 wurden wegen der Corona-Pandemie abgesagt. 2023 fand das Fest in Aue-Schlema statt. Sebnitz richtet den Tag der Sachsen 2025 unter dem Motto "Auf blühende Erlebnisse!" aus. Das Volksfest soll ab 2025 nur noch alle zwei Jahre stattfinden.
Mit dem Festtag ist ebenfalls seit 1992 die Herausgabe einer offiziellen Gedenkmedaille aus Edelmetall verbunden. Verantwortlich für den Medaillenentwurf sind unter anderem die Bürgermeister der Ausrichterstädte, ein jeweils eingesetzter Projektleiter und die Sächsische Numismatische Gesellschaft mit ihrem Präsidenten Rudolf Reimann. Die Medaille kann vor, während und nach den Festveranstaltungen von Besuchern erworben werden.

## Träger und Veranstalter
Getragen wird der Tag der Sachsen vom Kuratorium Tag der Sachsen, dem Vertreter 80 sächsischer Verbände und Vereine angehören. Das Amt des Präsidenten des Kuratoriums hat am 7. Juni 2010 der sächsische Landtagspräsident Matthias Rößler (als Nachfolger seines Amtsvorgängers Erich Iltgen) übernommen.

## Geschichte
Bereits vom 4. bis zum 6. Juli 1914 gab es in Dresden den Sachsentag: Der Heimatschriftsteller Adolph Ziesche gilt als Begründer und Organisator dieses regionalen Festes, das – wie es 1914 in der Presse hieß – „Wenden und Vogtländer, Oberlausitzer und Altenburger, Meißner und Erzgebirgler zu einer riesigen Familie vereinte“. 36 Abordnungen aus allen Gegenden Sachsens hatten bei einem Festumzug mit kolorierten Bildern ihre Heimat vorgestellt.
An diese Tradition knüpfte die mit der Wiedervereinigung Deutschlands wieder gegründete sächsische Landesregierung im Jahr 1992 an und beschloss die jährliche Durchführung dieser Veranstaltung und das Procedere.
Die Festmedaille mit einer Auflage von nur 300 Stück gibt es in Feinsilber (Abgabepreis 59,00 Euro), Kupfer vergoldet (19,00 Euro) und Kaiserzinn (15,00 Euro). Jede befindet sich in einem Etui und der Käufer erhält einen Medaillenpass. Die Medaillen haben einen hohen Sammlerwert. Die Erstausgabe vom ersten Tag der Sachsen in Freiberg kostete damals (umgerechnet) 25 Euro und wird bereits mit 200,00 Euro gehandelt. Zusätzlich werden Auswurfgroschen hergestellt, die beim Festumzug von den Umzugswagen unter das Volk geworfen werden. Es handelt sich um kleine Kupfermünzen, die eher nur Souvenirwert haben, aber eine lange geschichtliche Tradition aufweisen.

## Ausrichterstädte
| Jahr | Ort                     | Termin                                    | Anzahl der Besucher                       | Motto                                            | Bemerkungen |
| ---- | ----------------------- | ----------------------------------------- | ----------------------------------------- | ------------------------------------------------ | --- |
| 1992 | Freiberg                | 4. bis 6. September                       | 250.000                                   |                                                  | |
| 1993 | Görlitz                 | 3. bis 5. September                       | 270.000                                   |                                                  | |
| 1994 | Annaberg-Buchholz       | 2. bis 4. September                       | 330.000                                   |                                                  | |
| 1995 | Region Rochlitz         | 1. bis 3. September                       | 350.000                                   |                                                  | Feier im Jahr der 875. erstmaligen urkundlichen Erwähnung der Stadt |
| 1996 | Torgau                  | 6. bis 8. September                       | 310.000                                   |                                                  | |
| 1997 | Plauen                  | 5. bis 7. September                       | 380.000                                   |                                                  | |
| 1998 | Hoyerswerda             | 4. bis 6. September                       | 436.000                                   |                                                  | |
| 1999 | Riesa                   | 3. bis 5. September                       | 495.000                                   | Hören, Sehen, Weitersagen                        | |
| 2000 | Zwickau                 | 1. bis 3. September                       | 595.000                                   | Zwickau 2000 – Glück Auf!                        | |
| 2001 | Zittau                  | 7. bis 9. September                       | 330.000                                   | Zittau, historisch und lebendig im Dreiländereck | |
| 2002 | Döbeln                  | fiel wegen des Jahrhunderthochwassers aus | fiel wegen des Jahrhunderthochwassers aus | fiel wegen des Jahrhunderthochwassers aus        | fiel wegen des Jahrhunderthochwassers aus |
| 2003 | Sebnitz                 | 5. bis 7. September                       | 255.000                                   | Da blümelt Ihnen was!                            | |
| 2004 | Döbeln                  | 3. bis 5. September                       | 400.000                                   | Doppelt gelingt besser!                          | Anspielung auf den zweiten Festtagsanlauf nach 2002 |
| 2005 | Weißwasser/O.L.         | 2. bis 4. September                       | 278.000                                   | Wer Weißwasser kennt, weiß, was er kennt         | |
| 2006 | Marienberg              | 1. bis 3. September                       | 280.000                                   | Wir feiern mit verein(ten) Kräften               | |
| 2007 | Reichenbach im Vogtland | 7. bis 9. September                       | 295.000                                   | Wir verbinden Regionen                           | |
| 2008 | Grimma                  | 5. bis 7. September                       | 420.000                                   | Für ein weltoffenes Sachsen                      | Bewerber für die Ausrichtung 2008 waren neben Grimma auch Schwarzenberg und Pirna. Pirna verzichtete, da die Stadt sich auf das Stadtjubiläum (775 Jahre) im gleichen Jahr konzentrieren wollte. Schwarzenberg erklärte seinen Verzicht, weil mit Marienberg und Reichenbach im Vogtland bereits zwei Städte der Region 2006 und 2007 den Tag der Sachsen ausgerichtet hatten. |
| 2009 | Mittweida               | 4. bis 6. September                       | 320.000                                   | besser MITTeinander                              | Für 2009 war Mittweida als einziger Bewerber vom Kuratorium als Ausrichter bestätigt worden. Da die Stadt den 800. Jahrestag ihrer urkundlichen Ersterwähnung feierte, hatten andere Interessenten zugunsten dieses Jubiläums ihre Bewerbungen zurückgehalten. Mittweida war bereits 1999 neben Riesa Kandidat gewesen.                                                        |
| 2010 | Oelsnitz/Erzgeb.        | 3. bis 5. September                       | 380.000                                   | Sachsen feiert am Äquator                        | |
| 2011 | Kamenz                  | 2. bis 4. September                       | 450.000                                   | Lessing, Lausitz, Lebensfreude                   | |
| 2012 | Freiberg                | 7. bis 9. September                       | 470.000                                   | Herz aus Silber                                  | Da Großenhain wegen der Schäden des Tornados am Pfingstmontag 2010 seine Bewerbung zurückzog, sprang Freiberg auf Bitten des Kuratoriums „Tag der Sachsen“ ein. 2012 feierte Freiberg mit einem Festjahr „850 Jahre Freiberg“ die Besiedlung der Region. Der Tag der Sachsen war somit einer von vielen Höhepunkten im Jubiläumsjahr.                                          |
| 2013 | Schwarzenberg/Erzgeb.   | 6. bis 8. September                       | 245.000                                   | einfach sagenhaft                                | |
| 2014 | Großenhain              | 5. bis 7. September                       | 265.000                                   | NATUR‘‘lich Großenhain                           | |
| 2015 | Wurzen                  | 4. bis 6. September                       | 250.000                                   | Hier ist Wunderland                              | |
| 2016 | Limbach-Oberfrohna      | 2. bis 4. September                       | 300.000                                   | L.-O. wirkt                                      | Ein Weltrekord im Mensch-ärgere-Dich-nicht-Spielen wurde mit über 1.050 Spielern aufgestellt. |
| 2017 | Löbau                   | 1. bis 3. September                       | 250.000                                   | Mit Volldampf nach Löbau                         | |
| 2018 | Torgau                  | 7. bis 9. September                       | 285.000                                   | Torgau bärenstark                                | |
| 2019 | Riesa                   | 6. bis 8. September                       | 310.000                                   | Wie die ‚Wiesn‘. Nur besser!                     | Anlässlich des 900. Stadtjubiläums |
| 2020 | Aue-Bad Schlema         |                                           |                                           | Herzlich willkommen im Schacht                   | Am 9. April 2020 wegen der Corona-Pandemie abgesagt, wurde 2023 nachgeholt. |
| 2021 | Freital                 |                                           |                                           | 100 Jahre Aus Liebe zu Freital                   | Am 7. Dezember 2020 wegen der Corona-Pandemie abgesagt. |
| 2022 | Frankenberg             | 9. bis 11. September                      |                                           | Sachsens Pioniergeist entdecken                  | Am 20. Januar 2022 durch den Frankenberger Stadtrat aus Kostengründen abgesagt. |
| 2023 | Aue-Bad Schlema         | 1. bis 3. September                       | 150.000                                   | Herzlich willkommen im Schacht                   | Nachholtermin vom Tag der Sachsen aus dem Jahre 2020; wurde in Verbindung mit dem Stadtjubiläum 850 Jahre Aue gefeiert |
| 2024 | –                       | –                                         | –                                         | –                                                | im September 2023 mangels einer Bewerberstadt abgesagt |
| 2025 | Sebnitz                 | 5. bis 7. September                       |                                           | Auf blühende Erlebnisse!                         | [ 19 ] |

| ’92, ’12 |

| ’93 |

| ’94 |

| ’95 |

| ’96, ’18 |

| ’97 |

| ’98 |

| ’99, ’19 |

| ’00 |

| ’01 |

| ’04 |

| ’03, ’25 |

| ’05 |

| ’06 |

| ’07 |

| ’08 |

| ’09 |

| ’10 |

| ’11 |

| ’13 |

| ’14 |

| ’15 |

| ’16 |

| ’17 |

| ’21 |

| ’22 |

| ’23 |